# Butskellism
Butskellism est un terme légèrement satirique utilisé au Royaume-Uni pour désigner le consensus formé dans les années 1950 entre conservateur et travaillistes concernant  la politique économique. Le terme lui-même est inspiré d'un article du journal The Economist  qui insistait sur une supposée convergence en se référant à un  personnage de fiction nommé Mr Butskell. Le terme est formé par le début du nom de Rab Butler Chancellor of the Exchequer du parti conservateur et la fin du nom de Hugh Gaitskell chancelier de l'échiquier pour le parti travailliste. Ce consensus se serait formé après la Seconde Guerre mondiale quand le Royaume-Uni a opté pour une large redistribution des richesses et un très fort développement d'une sécurité sociale étatisée se combinant à une croyance dans l'initiative individuelle et la propriété privée. Il a duré jusqu'à l'arrivée au pouvoir de Margaret Thatcher.
Toutefois, l'idée de Butskellism est considérée par S. Kelly comme un mythe qui minimise les divergences entre les deux parties concernant les contrôles, la politique monétaire et les impôts directs. 
Un terme similaire Blatcherism a été formé pour désigner une supposée convergence des politiques économiques de Margaret Thatcher et de Tony Blair.